# 1563 Noël
Az 1563 Noël (ideiglenes jelöléssel 1943 EG) a Naprendszer kisbolygóövében található aszteroida. Sylvain Julien Victor Arend fedezte fel 1943. március 7-én.